# Pa de tandoori

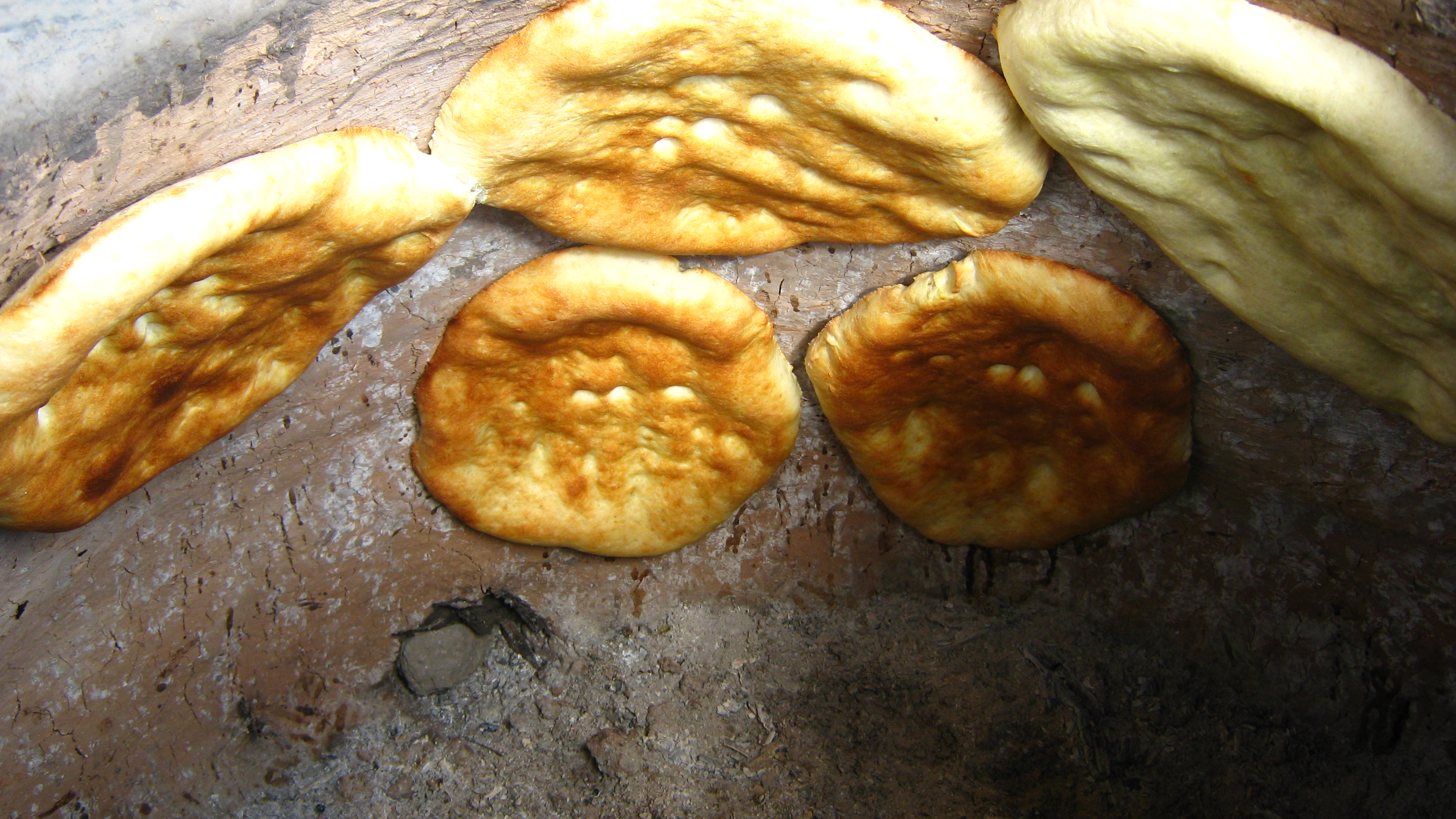
Salyan çörəyi, una varietat del təndir çörəyi de l'Azerbaidjan, coent-se al forn.

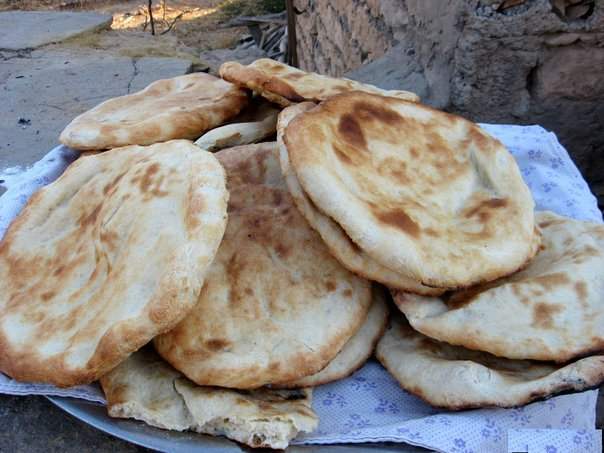
Tandır ekmeği en Turquia.

Tandır ekmeği (turc) o Təndir çörəyi (àzeri) (en les dues llengües significa "pa de tandoori") és un pa pla fet en un tandoori i comú a la regió del Caucas.
Algunes dietistes recomanen aquest pa i pa de yufka als qui pateixen de diabetis i de dependència de pa en la seva dieta.